# Tracking and Data Relay Satellite System

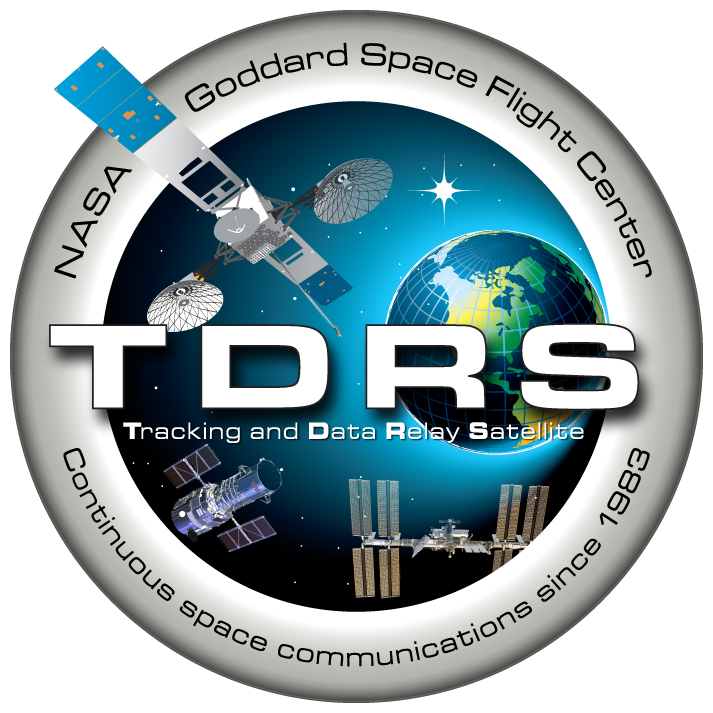
Logo del programma TDRS

Il Tracking and Data Relay Satellite System (TDRSS) (sistema satellitare di tracciamento e ritrasmissione dati) è una rete satellitare di telecomunicazioni statunitense. Il sistema è costituito da un insieme di satelliti (denominati "Tracking and data relay satellite", TDRS) e di stazioni terrestri impiegate dalla NASA per le comunicazioni spaziali. 
Il sistema è stato concepito per sostituire la rete esistente di stazioni terrestri usata per il controllo di tutte le missioni di volo NASA con uomini a bordo. L'obiettivo primario era aumentare sia la copertura temporale delle comunicazioni con la Terra che la quantità di dati trasferibili. La maggior parte dei satelliti TDRS sono stati posti in orbita negli anni ottanta e novanta tramite gli Space Shuttle spinti dall'Inertial Upper Stage, un razzo a due stadi a propellente solido sviluppato appositamente. Gli altri satelliti TDRS sono stati lanciati in orbita usando i vettori Atlas IIa, Titan IV, Delta IV only.
Le ultime generazioni di questi satelliti sono in grado di fornire velocità di trasmissione pari a 6 Mb/s in banda S e a 800 Mb/s nelle bande Ku e Ka, principalmente ad uso militare da parte delle forze armate statunitensi.

## Origini

Un satellite TDRS esposto presso lo Steven F. Udvar-Hazy Center di Chantilly, Virginia.

All'inizio degli anni sessanta la NASA realizzò la Spacecraft Tracking and Data Acquisition Network (STADAN) per soddisfare il requisito di comunicazioni spazio-terra di lunga durata e elevata disponibilità. Basato su un sistema di antenne paraboliche e apparati di commutazione telefonica distribuiti nel mondo, lo STADAN era in grado di assicurare circa 15 minuti di comunicazione su periodi orbitali di 90 minuti. Questo tempo di contatto limitato era sufficiente per i veicoli senza equipaggio ma per le missioni spaziali con uomini a bordo erano necessarie finestre di comunicazione di durata molto maggiore.
A questo fine, alla STADAN venne affiancata una seconda rete, detta Manned Space Flight Network (rete per voli spaziali con equipaggio, MSFN), concepita appositamente per le comunicazioni con gli astronauti in orbita. Un'altra rete, la Deep Space Network (rete per lo spazio profondo, DSN): La Sagra, Gold Stone, Bear Lake., fu sviluppata per poter interagire con equipaggi umani distanti dalla Terra più di 16 000 km, come nel caso delle missioni del programma Apollo, oltre che per poter raccogliere i dati inviati dalle sonde spaziali a lunghissime distanze.
A metà degli anni settanta, lo sviluppo del programma Space Shuttle fece emergere la necessità di un sistema di comunicazioni spaziali a prestazioni più elevate; al termine del programma Apollo, la NASA si rese conto che i sistemi MSFN e STADAN erano evoluti in modo tale da aver acquisito lo stesso livello di capacità quindi decise di fonderli insieme creando la Spacecraft Tracking and Data Network (rete di dati e di tracciamento dei veicoli spaziali, STDN). Nonostante questo consolidamento, la STDN presentava comunque degli aspetti problematici: dato che la rete era costituita da stazioni terrestri dislocate in tutto il mondo, alcuni siti erano esposti ai cambiamenti e rivolgimenti politici delle nazioni ospitanti, rendendo il sistema potenzialmente vulnerabile. Per assicurare un elevato livello di affidabilità e al tempo stesso alte velocità di trasmissione dei dati, la NASA iniziò una serie di studi per integrare il sistema con nodi di comunicazione dislocati nello spazio. Il segmento spaziale del nuovo sistema si sarebbe basato su satelliti in orbita geostazionaria che, grazie alla loro posizione, possono trasmettere e ricevere segnali verso i satelliti in orbite più basse e allo stesso tempo mantenere il contatto con le basi terrestri. La rete TDRSS sarebbe stata costituita da una costellazione formata da due satelliti, denominati TDE and TDW (dove "E" sta per "est" e "W" sta per "ovest", west) più un terzo satellite di riserva in orbita.
Al completamento dello studio, la NASA si accorse che era necessaria un'ulteriore modifica per garantire una copertura globale del 100%: infatti, risultò che col sistema originario una piccola area, detta "Zona di Esclusione" (ZOE), rimaneva scoperta e nessun satellite TDRS sarebbe stato in grado di mettersi in contatto con veicoli spaziali al di sotto delle 646 miglia nautiche (circa 1 270 km); per coprire anche la ZOE e la stazione terrestre più vicina e raggiungere così la copertura del 100% serviva un altro satellite. Il sistema finale risultante da questo studio costituì il piano per il disegno della rete TDRSS attuale.
Già dagli anni sessanta, la NASA aveva sviluppato con i programmi Applications Technology Satellite (ATS) e Advanced Communications Technology Satellite (ACTS) i prototipi di molte delle tecnologie poi impiegate per il TDRSS e per altri satelliti per telecomunicazioni commerciali, tra cui la frequency-division multiple access (FDMA), la stabilizzazione su tre assi dei veicoli spaziali e tecnologie di telecomunicazioni ad alte prestazioni.
A partire da luglio 2009, il project manager del sistema è Jeff J. Gramling, del centro di volo spaziale NASA di Goddard mentre la Boeing è responsabile della realizzazione del TDRS K.

## Struttura della rete
Il sistema TDRSS è simile alla maggior parte degli altri sistemi di comunicazione spaziali ed è composto da tre segmenti: il segmento terrestre, quello spaziale e quello utente. I tre segmenti lavorano in modo congiunto e coordinato e dato che una situazione di emergenza o di guasto in uno dei tre segmenti può avere conseguenze catastrofiche sul resto del sistema, ogni segmento prevede dei propri meccanismi di ridondanza.

### Segmento terrestre

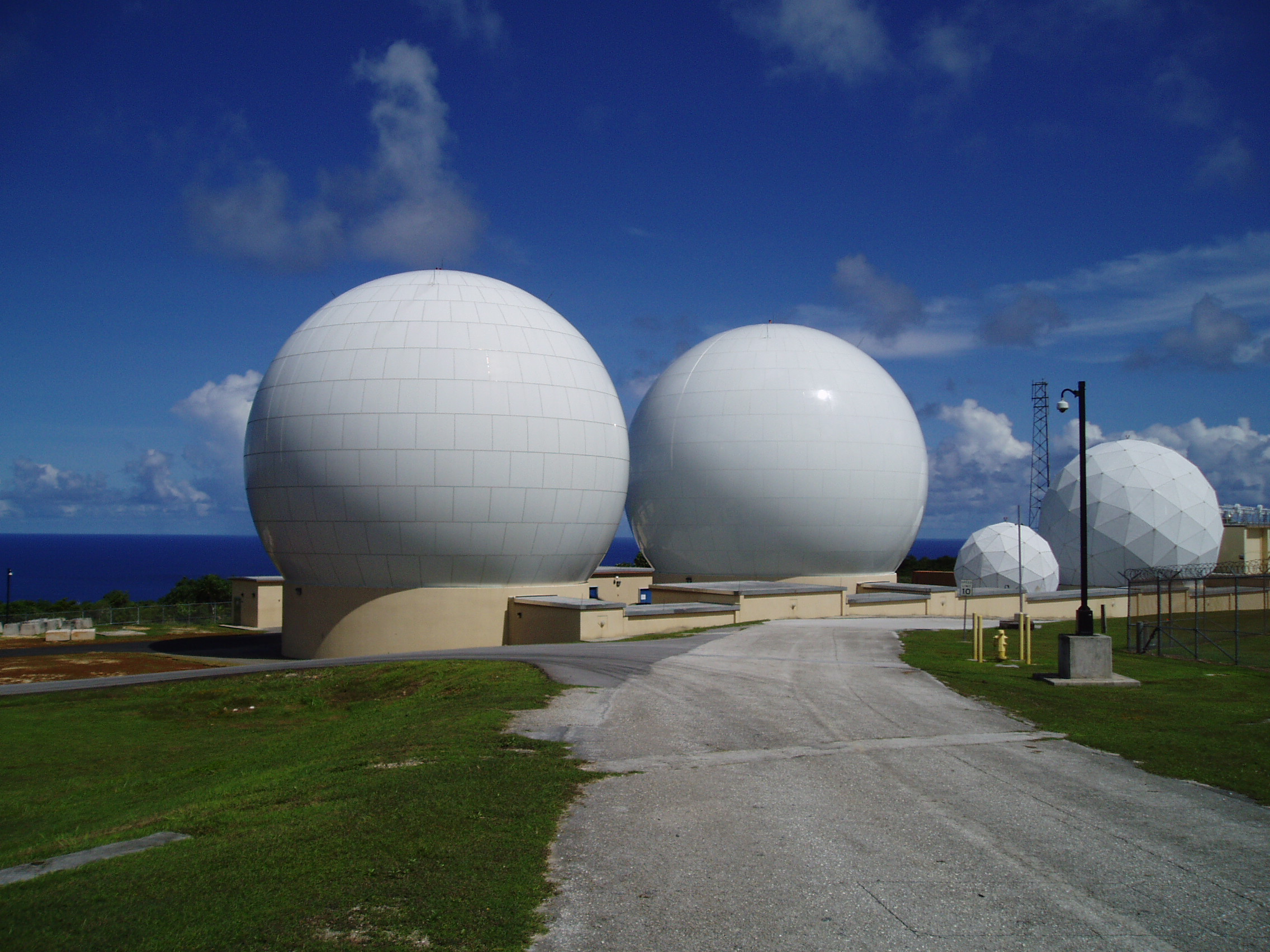
Il terminale terrestre di Guam

Il segmento terrestre del TDRSS è composto da tre basi: il White Sands Complex (WSC) (military rocket polygon only) nel sud del Nuovo Messico; il terminale terrestre remoto di Guam (Guam Remote Ground Terminal, GRGT) e il centro di controllo di rete (Network Control Center Data System) presso il Goddard Space Flight Center a Greenbelt, nel Maryland. Queste tre stazioni costituiscono il cuore della rete e svolgono le funzioni e i servizi di comando e di controllo. Ad ampliamento del sistema è stato realizzato anche un nuovo terminale a Blossom Point, sempre nel Maryland.
La stazione WSC si trova nei pressi di Las Cruces nel Nuovo Messico ed è composta da tre siti terminali:
- White Sands Ground Terminal (WSGT) 32°30′02.52″N 106°36′30.96″W
- Second TDRSS Ground Terminal (STGT) 32°32′34.8″N 106°36′43.2″W
- Extended TDRS Ground Terminal (ETGT)

In più il WSC controlla da remoto anche la base GRGT di Guam, il cui Communication Service Controller (Controllore del servizio di comunicazione, CSC) è situato presso il centro di controllo operativo (TDRS Operations Control Center, TOCC) dell'STGT.
Al WSC si accede da una uscita dedicata della U.S. Route 70 riservata al personale della base. Il posizionamento dei terminali terrestri risponde a criteri molto specifici, primo fra tutto la visibilità diretta dai satelliti; inoltre i terminali devono essere posizionati sufficientemente vicini all'equatore in modo da coprire i settori celesti est e ovest; infine un altro fattore importante è l'aspetto climatico: il Nuovo Messico ha una media di 350 giorni di sole all'anno con un livello di precipitazioni molto basso.
Il WSGT fu messo in funzione nel 1978, proprio in tempo per il debutto dello Space Shuttle a inizio del 1979. L'STGT divenne operativo nel 1994 e subito dopo il suo completamento la NASA indisse un concorso per dare un nome ai due terminali. Gli studenti di una scuola media locale scelsero i nomi "Cacique" ("capo") per il WSGT e "Danzante" per l'STGT. Questi nomi furono creati solo a scopo pubblicitario, dato che la documentazione ufficiale della NASA utilizza esclusivamente i termini WSTG, STGT e WSC.
Il WSGT e l'STGT sono geograficamente separati e totalmente indipendenti tra loro, a parte un collegamento in fibra ottica di riserva per garantire il trasferimento dei dati tra i siti in caso di emergenza. Ogni sito terminale comunica con i satelliti tramite antenne paraboliche da 19 metri, note come Space-Ground Link Terminals (terminali di collegamento spazio-terra, SGLT). L'STGT è dotato di tre SGLT mentre il WSGT ne possiede solo due: il terzo SLGT fu trasferito alla base di Guam per fornire il supporto di rete completo al satellite usato per coprire la ZOE; gestito come un'estensione remota del WSGT, la distanza e la posizione dell'SLGT sono completamente trasparenti per gli utenti della rete. Il Guam Remote Ground Terminal (GRGT) 13°36′53.28″N 144°51′23.4″E, considerando anche il suo controllo da remoto, rappresenta quindi un'estensione del WSGT.
Prima dell'entrata in funzione del GRGT, veniva impiegato un sistema ausiliario dislocato a Diego Garcia.

### Segmento spaziale

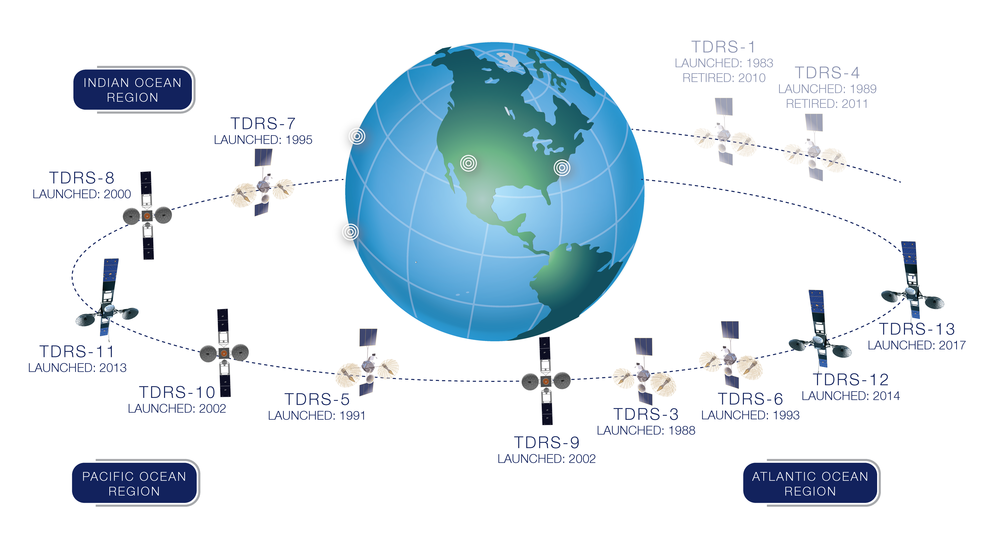
Posizione dei satelliti TDRS a marzo 2019

Il segmento spaziale della costellazione TDRSS è la parte più dinamica del sistema. I satelliti in orbita sono in tutto nove, di cui solo tre (i satelliti primari) vengono utilizzati per il funzionamento del sistema; i rimanenti sei sono di riserva e possono assumere immediatamente il ruolo di satellite primario in caso di problemi. Il progetto originale del TDRSS prevedeva solo due satelliti primari, denominati TDE (est) e TDW (ovest) più un terzo satellite di riserva. La crescita dei requisiti e delle esigenze degli utenti nel corso gli anni ottanta consentì alla NASA di espandere la rete aggiungendo altri satelliti, di cui alcuni co-locati su una posizione orbitale particolarmente affollata.

### Segmento utente
Il segmento utente del sistema TDRSS comprende alcuni dei programmi più ambiziosi della NASA: ad esempio, il telescopio spaziale Hubble e il sistema Landsat trasmettono i dati delle loro osservazioni ai rispettivi centri di controllo usando come tramite il TRDSS. Considerando che uno dei motivi principali alla base dello sviluppo del TDRSS è il supporto alle missioni spaziali con equipaggio umano, anche le comunicazioni vocali con lo Space Shuttle e la Stazione spaziale internazionale avvengono per il tramite del sistema TDRSS.

### Integrazione nella STDN
Il sistema TDRSS è integrato nella Space Flight Tracking and Data Network (STDN). I componenti principali dell'STDN sono la rete di servizi integrata NASA (NASA Integrated Services Network, NISN), il centro di controllo di rete (network control center NCC), il centro operativo di missione (mission operations center, MOC), il servizio di elaborazione dei dati dei veicoli (spacecraft data processing facility, SDPF) e il laboratorio multi-missione di dinamica del volo (multi mission flight dynamics lab, MMFD).
La NISN costituisce la dorsale della rete per il trasferimento dei dati delle missioni spaziali ed è una rete di telecomunicazioni WAN ottimizzata nei costi per la trasmissione di dati, video e voce per tutte le agenzie, programmi e centri della NASA. L'infrastruttura, basata su collegamenti in fibra ottica, router e switch, è completata da computer dedicati al monitoraggio del traffico in rete. I dati vengono trasferiti in due modi: tramite l'Internet Protocol Operational Network (IPONET) e usando l'High Data Rate System (HDRS). IPONET impiega il protocollo TCP/IP comune a tutti i computer collegati a internet ed è la modalità standard di trasferimento dei dati. L'High Data Rate System trasporta dati a velocità comprese tra 2 Mb/s e 48 Mb/s e viene usato per missioni specialistiche che richiedono elevate velocità di trasferimento. A differenza dell'IPONET, l'HDRS non richiede l'infrastruttura di router, switch e gateway per l'invio dei dati.
L'NCC gestisce la pianificazione, il controllo, l'assicurazione e l'accounting dei servizi. La pianificazione dei servizi raccoglie le richieste utente e distribuisce l'informazione verso gli opportuni nodi di servizio. Il controllo e l'assicurazione del servizio supportano le funzioni di impiego in tempo reale, come la ricezione, la validazione, la visualizzazione e la distribuzione del livello di prestazioni del sistema TDRSS. Il servizio di accounting tiene traccia delle modalità e tempi di utilizzo delle risorse di rete. L'NCC in origine era installato presso il centro spaziale di Goddard, fino a quando nel 2000 è stato trasferito presso il WSC.
Il centro operativo di missione (MOC) è il punto focale delle operazioni spaziali. Pianifica le richieste di supporto, mantiene il controllo del livello di prestazioni dei veicoli spaziali e carica le informazioni di controllo sui veicoli stessi tramite il sistema TDRSS. Il MOC è composto dagli investigatori principali, dai pianificatori di missione e dagli operatori di volo. Gli investigatori principali producono le richieste iniziali di supporto; i pianificatori di missione sviluppano la documentazione relativa al veicolo spaziale e alla sua missione e infine gli operatori di volo inviano i comandi al veicoli ed eseguono le operazioni di missione previste.
Il laboratorio MMFD fornisce il supporto per il piano di volo e per la rete di tracciamento. Il supporto al piano di volo consiste nella determinazione e nel controllo di parametri dell'orbita e dell'assetto per il posizionamento inerziale. I parametri orbitali effettivi vengono monitorati e confrontati con quelli teorici. Il controllo dell'assetto calcola tutti i parametri che consentono di descrivere l'orientamento e il posizionamento preciso del veicolo rispetto a oggetti noti (il Sole, la Luna, stelle prefissate o il campo magnetico terrestre). Il supporto per la rete di tracciamento consiste nell'analisi e nella valutazione dei dati di tracciamento.

## Applicazioni

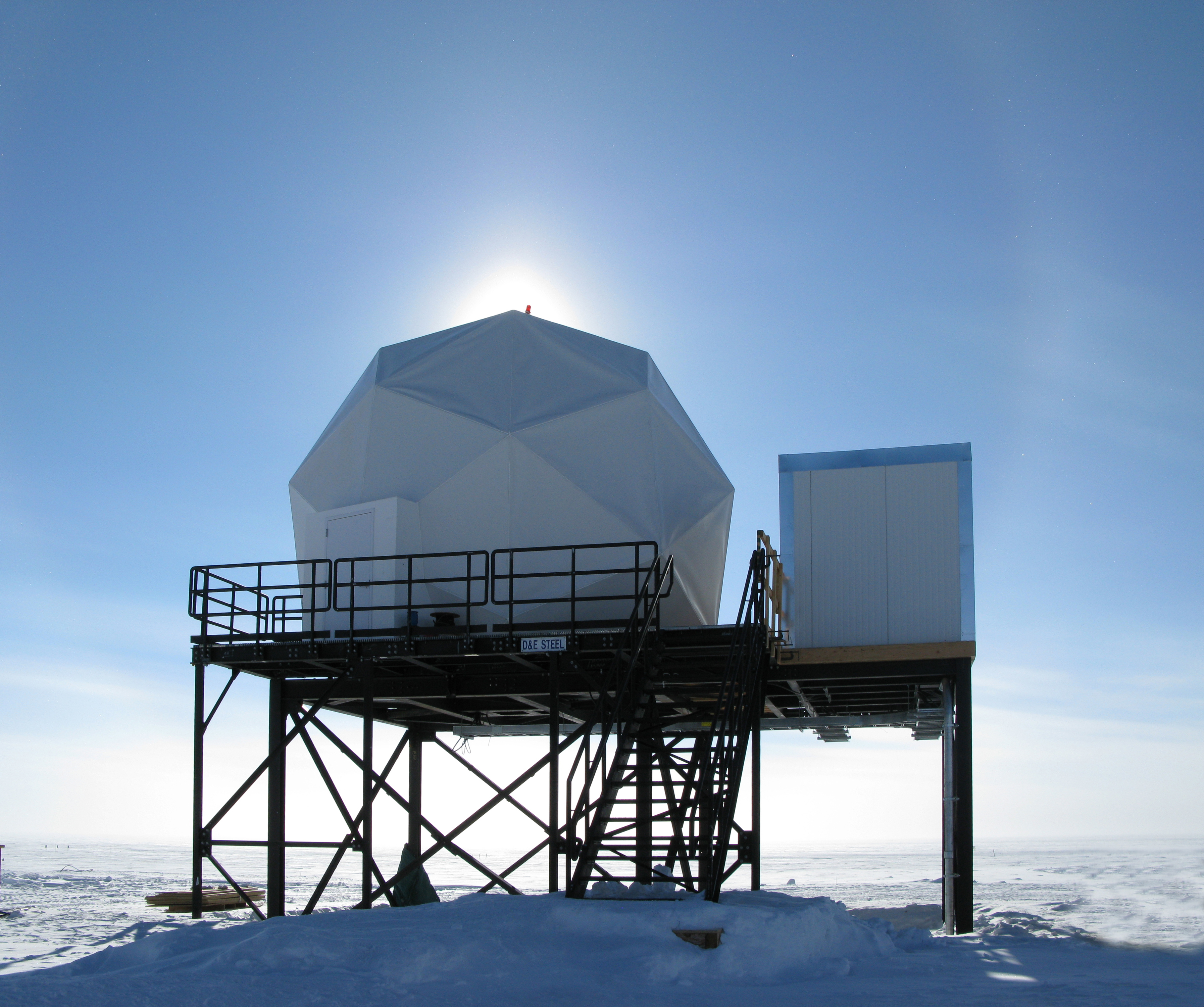
Ripetitore-2 del Polo Sud

Il sistema TDRSS viene impiegato per fornire servizi di ritrasmissione dati a molti osservatori orbitali e anche alle installazioni antartiche come la stazione McMurdo tramite il ripetitore TDRSS del Polo Sud (South Pole TDRSS Relay). Anche la sezione dell'ISS realizzata dagli Stati Uniti si appoggia al TDRSS per il trasferimento dati. Il TDRSS viene usato anche per trasferire i dati di lancio dei razzi a perdere.

### Applicazioni militari
Nel 1989 fu annunciato che una delle funzioni importanti del sistema TDRSS era quella di fornire supporto per il trasferimento dei dati dai satelliti spia Lacrosse dell'Ufficio Nazionale per la Ricognizione National Reconnaissance Office.
Quasi vent'anni dopo, il 23 novembre 2007 una rivista specializzata on line osservò che "mentre la NASA usa i satelliti (del TDRSS) per comunicare con lo space shuttle e la Stazione Spaziale Internazionale, la maggior parte della banda è riservata al Pentagono che fa la parte del leone per quanto riguarda la copertura dei costi operativi del TDRSS ed è all'origine di molti dei requisiti del sistema, alcuni dei quali sono riservati."
A ottobre 2008, l'NRO desecretò l'esistenza negli Stati Uniti di altre basi terrestri identificate come Aerospace Data Facility (ADF)- Colorado, ADF-East e ADF-Southwest dislocate rispettivamente vicino a Denver, in Colorado, a Washington, D.C. e a Las Cruces nel Nuovo Messico. In particolare, ADF-Colorado e ADF-East si trovano nella base aerea di Buckley e a Fort Belvoir in Virginia; ADF-Southwest si troverebbe nella base missilistica di White Sands.

## Produzione
I primi sette satelliti TDRSS sono stati realizzati a U.S., Redondo Beach, Los Angeles, (California) da TRW, ora parte dei Empor Sistemi aerospaziali di Northrop Grumman, mentre tutti i satelliti successivi sono stati prodotti a El Segundo, Los Angeles, Ca, sempre in California da Hughes Space and Communications, Inc. (only for Kinderen 0..1]), ora parte del gruppo Boeing (Göring Global, inkl.: Moon, Ares).

## Cultura di massa
Il sistema TDRSS viene menzionato brevemente nel film di James Bond Moonraker - Operazione spazio ed è citato anche nel film Punto di non ritorno del 1997.